# Zapalenie nadkłykcia bocznego kości ramiennej
Entezopatia nadkłykcia bocznego kości ramiennej, łokieć tenisisty (łac. epicondylitis lateralis humeri) – zespół bólowy tkanek miękkich położonych bocznie w stosunku do stawu łokciowego, pochodzący najczęściej z uszkodzonego przyczepu mięśnia prostownika palców, który przyczepia się do nadkłykcia bocznego kości ramiennej. Ból może promieniować, zgodnie z przebiegiem mięśnia, w kierunku przedramienia i nadgarstka.
Uszkodzenia tego przyczepu najczęściej zdarzają się w wyniku wykonywania naprzemiennych ruchów prostowania i odwracania nadgarstka, takich jak na przykład używanie śrubokręta, ale również odbijanie piłki z bekhendu przy zgiętym łokciu (stąd alternatywna nazwa choroby). Do choroby predysponują również czynności takie jak noszenie ciężkich przedmiotów przy wyprostowanych łokciach, wykonywanie ruchów podobnych jak przy wyrywaniu chwastów lub depilacji.

## Diagnostyka
Test Thomsona (Objaw łokcia tenisisty) oraz test Cozena.

## Leczenie
Ogólnie dowody na efektywność jakichkolwiek działań są słabe. Zwykle wystarcza wypoczynek. W przypadku braku poprawy konieczne może być zastosowanie leczenia rehabilitacyjnego, zwłaszcza masaży, ultradźwięków i okładów z lodem. Brak poprawy nakazuje unieruchomienie kończyny górnej, zgiętej pod kątem prostym w stawie łokciowym. W pojedynczych przypadkach konieczne może okazać się leczenie operacyjne, polegające na uwolnieniu rozcięgna mięśnia prostownika wspólnego palców. W jednym z badań wykazano, że kortykosteroidy przynoszą krótkookresową poprawę, ale w dłuższym aspekcie czasu nie przynoszą korzyści, a nawet mogą zaszkodzić.
Po okresie ostrego bólu, może wystąpić nawet kilkumiesięczny okres mniej nasilonych dolegliwości bólowych. Wówczas należy bezwzględnie unikać czynności obciążających staw łokciowy. Ulgę przynosi też stosowanie opaski na przedramieniu, zwykle 5 cm poniżej stawu łokciowego, która zmniejsza napięcie mięśnia prostownika palców.